# تاچیکاوا، توکیو
تاچیکاوا (به ژاپنی: 立川市 Tachikawa) به یکی از بخش‌های منطقه تامای توکیو، پایتخت ژاپن گفته می‌شود. مساحت هاچی‌اوجی ۲۴٬۳۸ کیلومتر مربع است. سه خط راه‌آهن جی‌آر و خط نامبو و خط اومه از این منطقه عبور می‌کنند. یکی از بزرگترین پارک‌های توکیو به نام پارک شُوواکینِن در این منطقه قرار دارد.

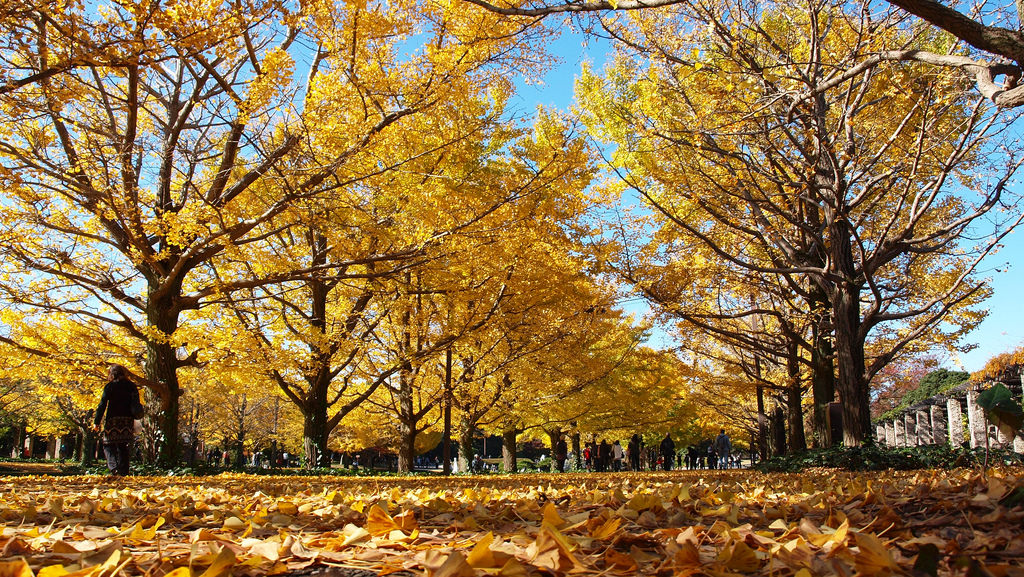
شُوواکینِن  در منطقه تاچیکاوا
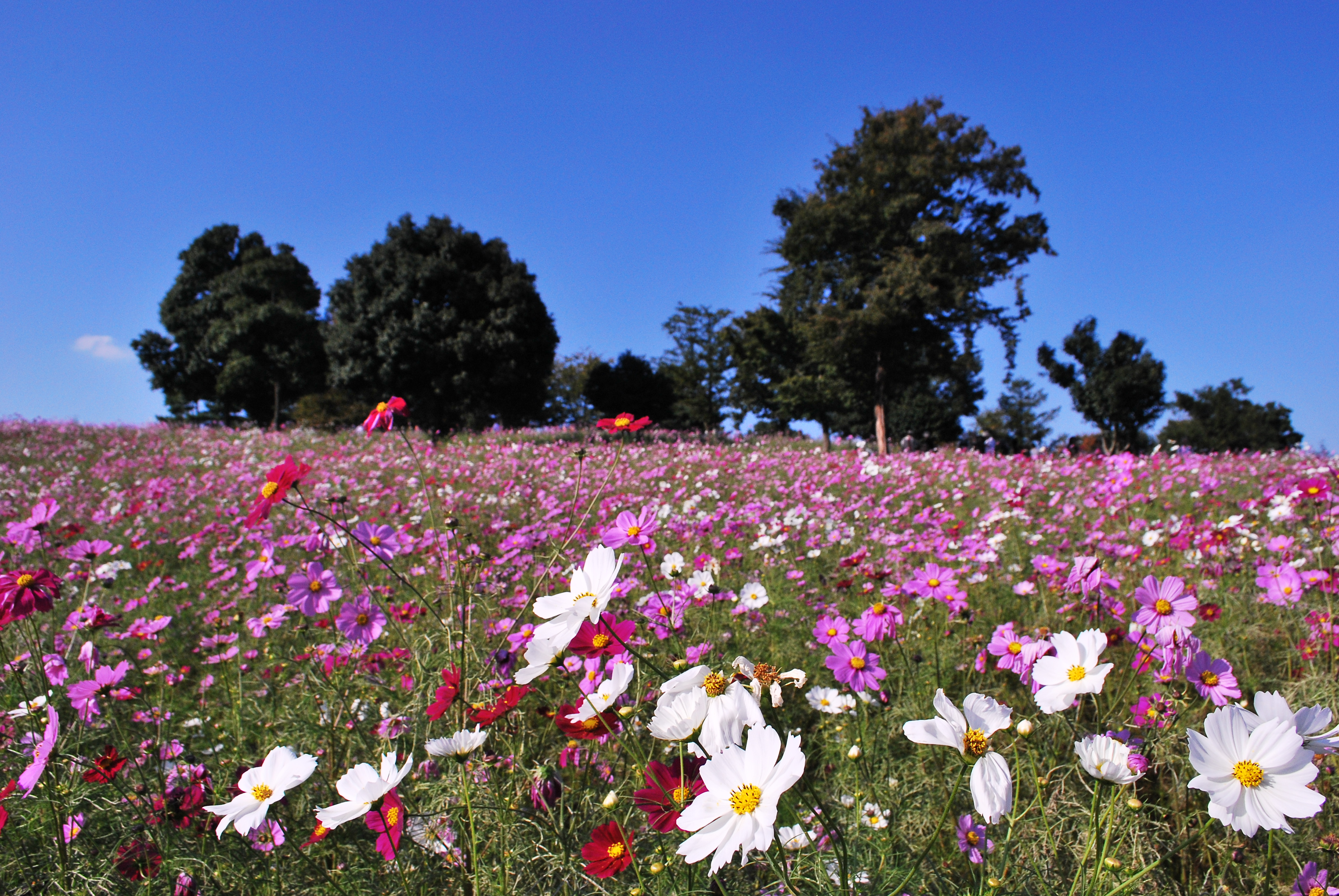
پارک شُوواکینِن